# Edgar Nogueira
Edgar Nogueira, (Teresina, 23 de junho de 1913 – Rio de Janeiro, 24 de maio de 1978) foi um advogado, professor, jornalista, desembargador e político brasileiro, outrora deputado estadual pelo Piauí e desembargador do Tribunal de Justiça do respectivo estado.

## Dados biográficos
Filho de Júlio César Nogueira e Maria Rego Nogueira. Advogado formado na Universidade Federal do Rio de Janeiro em 1936, retornou ao Piauí no ano seguinte. Professor de Geografia do Liceu Piauiense e promotor de justiça em Teresina, foi chefe de Polícia interino durante a interventoria de Leônidas Melo. Diretor do Gabinete de Identificação do Estado e do Instituto de Criminalística, além de conselheiro seccional da Ordem dos Advogados do Brasil, presidente da Associação dos Magistrados Piauienses e da Academia Piauiense de Letras. Entre 1937 e 1951, foi redator ou colaborador dos jornais O Momento, O Estado, Resistência, O Dia e Jornal do Piauí.
Eleito primeiro suplente de deputado estadual pelo PSD em 1947, foi efetivado no ano seguinte devido à renúncia de José Auto de Abreu, reelegendo-se em 1950. Assumiu o posto de professor na Faculdade de Direito do Piauí (depois na Universidade Federal do Piauí), motivo pelo qual renunciou ao mandato no ano seguinte. Em 1955, tornou-se desembargador do Tribunal de Justiça do Piauí.
Tio de Myriam Portela, primeira-dama do Piauí (1979-1983) durante o governo Lucídio Portela.